# Liste des présidents du conseil départemental du Loiret
La liste des présidents du conseil général du Loiret présente la liste des présidents du conseil départemental du département français du Loiret.
Le conseil départemental portait le nom de conseil général avant 2015.

## 1800-1851: présidents élus
| Date d'élection  | Identité                                                     |
| ---------------- | ------------------------------------------------------------ |
| 1800             | Alexandre Claude Basly                                       |
| 1806             | André Fougeroux de Secval                                    |
| 22 avril 1817    | Guy Émeric Anne de Durfort, duc de Civrac puis duc de Lorges |
| 3 août 1826      | Alexandre François Marie Dugaigneau de Champvallins          |
| 16 août 1827     | Guy Émeric Anne de Durfort, duc de Civrac puis duc de Lorges |
| 8 septembre 1828 | Alexandre François Marie Dugaigneau de Champvallins          |
| 27 août 1829     | Guy Émeric Anne de Durfort, duc de Civrac puis duc de Lorges |
| 10 mai 1831      | Louis, baron Costaz                                          |
| 1er juin 1832    | Armand François Guyon de Guercheville                        |
| 1er octobre 1833 | Alexandre Perier                                             |
| 26 août 1839     | Aimé Pierre Honoré Sevin-Mareau                              |
| 23 août 1841     | Alexandre Perier                                             |
| 26 août 1844     | Aimé Pierre Honoré Sevin-Mareau                              |
|                  | Alexandre Martin                                             |
| 21 octobre 1848  | Germain Nicolas Légier                                       |

## 1852-1870: présidents nommés
| Date de nomination | Identité                                         |
| ------------------ | ------------------------------------------------ |
| 15 août 1852       | Jacques-Pierre Abbatucci                         |
| 2 août 1858        | Charles Joseph de Salles                         |
| 6 août 1859        | Louis Marie Alexandre Mac Donald, duc de Tarente |
| 15 août 1868       | Henry Jahan                                      |

## 1871-1940: présidents élus
| Date d'élection   | Identité           |
| ----------------- | ------------------ |
| 24 octobre 1871   | Henry Jahan        |
| 21 décembre 1877  | Adolphe Cochery    |
| 20 août 1900      | Georges Cochery    |
| 30 septembre 1912 | Marie Albert Viger |
| 29 septembre 1913 | Georges Cochery    |
| 28 septembre 1914 | Marie Albert Viger |
| 28 septembre 1925 | Fernand Rabier     |
| 25 septembre 1933 | Louis Gallouédec   |
| 17 octobre 1934   | Marcel Donon       |
| 4 octobre 1935    | Louis Gallouédec   |
| 16 novembre 1936  | Marcel Donon       |

## Depuis 1945
| Période     | Identité               | Parti                | Profession        | Photographie |
| ----------- | ---------------------- | -------------------- | ----------------- | ------------ |
| 1945-1956   | Pierre Dézarnaulds     | RAD                  | chirurgien        |              |
| 1956-1958   | Maurice Charpentier    | CNI                  | médecin           |              |
| 1958-1961   | Pierre Perroy          | CNI                  | avocat            |              |
| 1961-1964   | Claude Lemaitre-Basset | RGR                  | industriel        |              |
| 1964-1979   | Pierre Pagot           | MRP, CD puis CDS     |                   |              |
| 1979-1994   | Kléber Malécot         | MRP, CD puis UDF-CDS | négociant         |              |
| 1994-2015   | Éric Doligé            | RPR puis UMP         | chef d'entreprise |              |
| 2015-2017   | Hugues Saury           | UMP puis LR          | pharmacien        |              |
| Depuis 2017 | Marc Gaudet            | UDI                  |                   |              |